# Antonio Gómez Feu
Antonio Gómez Feu (Ayamonte, 1907-íb., 1983) fue un pintor español.

## Biografía
Nació en Ayamonte. Se formó tanto en Valencia como en Barcelona. Estudió en la Academia de Bellas Artes de San Carlos, en la década de 1920; en esta escuela fue alumno de José Benlliure. Finalmente terminó sus estudios en la Real Academia de Bellas Artes de San Fernando (RABASF), en Madrid. Después de esto se tituló como profesor. A mediados de los años 1930 retrata varios paisajes y monumentos de Ayamonte y Mallorca. En la década de 1950 se trasladó a Barcelona, donde desarrolló gran parte de su vida artística. Gómez Feu se caracterizaba por tener un «extraordinario dominio técnico». Durante su trayectoria como artista siempre estuvo influenciado por los elementos visuales de la cultura española. Desarrolló gran parte de su trayectoria artística en Barcelona «cotizándose como uno de los retratistas y paisajistas urbanos más reconocidos de la Ciudad Condal». Artista prolífico que viajó por toda España y Portugal.

## Legado y reconocimientos
En Huelva se le recuerda como una de las figuras artísticas más relevantes que «cautivó por su sensibilidad», a pesar de tener limitaciones físicas ya que padecía de sordera. Sin embargo, esto no fue una limitación para Gómez Feu ya que se comunicaba con las demás personas por medio de frases escritas en papeles.
Se le considera uno de los pintores más importantes en la historia de Ayamonte, según la Asociación de pintores ayamontina La Escalera. Una gran sala de exposiciones artísticas en el Salón Nacional de Pintura, en Ayamonte, lleva su nombre. El libro Grandes personajes sordos españoles publicado en 2009, retrata parte de la vida de Antonio Gómez Feu y de otros artistas de toda la geografía española.

## Obra
- 1933: Mujer con mantilla
- 1934: La Lonja
- 1938: Monasterio de los Jerónimos
- 1942: Gruta de las Maravillas
- 1943: Patio de Santa Cruz
- 1949: Bodegón con pastas y tazas de té
- 1958: Fantasías del Quijote